# 女戦士エフェラ&ジリオラ
『女戦士エフェラ&ジリオラ』（おんなせんしエフェラ アンド ジリオラ）は、ひかわ玲子による日本のファンタジー小説作品。1988年12月から1992年まで大陸書房から大陸ノベルス8巻と大陸ネオファンタジー文庫6巻が発行されている。92年8月の大陸書房倒産により講談社の講談社X文庫ホワイトハートへ移籍し、加筆修正や新たな短編小説を収録。2008年以降幻冬舎コミックスより幻狼ファンタジアノベルス8巻が発行された。
シリーズ名は、大陸ノベルスでは女戦士エフェラ＆ジリオラシリーズと、大陸ネオファンタジー文庫では女戦士エフェ＆ジーラと、それぞれなっている。

## あらすじ
元魔道士エフェラと衰退したムアール帝国の皇女ジリオラの二人は傭兵となり、依頼を受け事件を解決したりトラブルに巻き込まれたりしながら　戦乱の炎くすぶるハラーマ大陸各地を旅していた。

## 登場人物
エフェラ
本作の主人公の一人。現実的な性格を持つ青い髪の美少女。風の月・風の日・風の時に生まれた。
貧しい家に産まれ、幼い頃に魔道士ギルドに引き取られたものの、目くらましの術と幽体離脱（リダレーン）以外には魔法の力が開化せず、落ちこぼれであった。
六巻の最後で偉大な力に目覚めるが、七巻で貴族の男に強姦されて妊娠する。その貴族の男は戦争に負けて死亡。七巻の最後で出産する。
ジリオラ
本作の主人公の一人。ムアール帝国の後継者で、黒い髪の美少女。水の月・水の日・水の時に生まれた。
オカレスク皇家の最後の血筋を引く唯一の皇位継承者。しかし、宮廷生活に馴染めず家出してしまった皇女。
五巻で海賊の男に恋して、五巻の最後に妊娠する。その海賊の男は討伐されて死亡。六巻では出産した子供を連れて、ムアール帝国に帰り、一旦は皇帝として即位するが、六巻の最後で放棄して逃亡する。
オーリン
妖魔の一種、幻夢族の生き残りで金髪の少年。エフェラとジリオラに助けられてから一緒に旅に同行する。
ユーリック
エフェラの幼馴染であり、優秀な魔道士。
グルク
魔道士ギルドの長老。スピンオフである『真ハラーマ戦記』では青年期の姿で登場する。『帝国の双美姫』では少年期の姿で登場する。
ロディラ

シャーガン公

シニラ

ダルーフォン

オカレスク大帝
ハラーマ大陸を武力統一した人物。ジリオラの祖先。

## 用語
ハラーマ
主たる舞台となる大陸の名前。本作の世界には他にペロル、ザーン、ジャナといった大陸があるが、ハラーマは最大の大陸である。
オリガ、ゼルク
本作の世界にある二つの月の名前。

リダレーン
エフェラが用いる魂を肉体から切り離す術。幽体離脱の術。肉体の物理的な制約を受けることなく行動することができるが、残された肉体は無防備になる。
夢石

## 既刊一覧

### 大陸ノベルス
- ひかわ玲子（著） / 米田仁士（表紙・挿絵） 『女戦士エフェラ&ジリオラ』 大陸書房〈大陸ノベルス〉、全7巻
  1. 「グラフトンの三つの流星」1988年12月、ISBN 4-8033-1875-1
  2. 「妖精界の秘宝」1989年2月、ISBN 4-8033-1904-9
  3. 「ムアール宮廷の陰謀」1989年3月、ISBN 4-8033-2008-X
  4. 「紫の大陸ザーン1 死海の勇者」1989年10月、ISBN 4-8033-2379-8
  5. 「紫の大陸ザーン2 神々の聖堂」1989年12月、ISBN 4-8033-2442-5
  6. 「オカレスク大帝の夢」1990年4月、ISBN 4-8033-2615-0
  7. 「双頭竜の伝説」1990年4月、ISBN 4-8033-2690-8
- ひかわ玲子（著） / 米田仁士（表紙・挿絵） 『女戦士エフェラ&ジリオラシリーズ外伝 青い髪のシリーン』 大陸書房〈大陸ノベルス〉、全2巻（未完）
  1. 1991年4月、ISBN 4-8033-3237-1
  2. 1992年5月、ISBN 4-8033-4091-9

### 大陸ネオファンタジー文庫
- ひかわ玲子（著） / 服部あゆみ（表紙・挿絵） 『女戦士エフェラ&ジリオラ』 大陸書房〈大陸ネオファンタジー文庫〉、全6巻
  1. 「グラフトンの三つの流星」1991年1月、ISBN 4-8033-3162-6
  2. 「妖精界の秘宝」1991年2月、ISBN 4-8033-3227-4
  3. 「ムアール宮廷の陰謀」1991年5月、ISBN 4-8033-3391-2
  4. 「紫の大陸ザーン1 死海の勇者」1991年8月、ISBN 4-8033-3679-2
  5. 「紫の大陸ザーン2 神々の聖堂」1991年11月、ISBN 4-8033-3773-X
  6. 「オカレスク大帝の夢」1992年2月、ISBN 4-8033-3961-9

### 講談社X文庫ホワイトハート
- ひかわ玲子（著） / 米田仁士（表紙・挿絵） 『女戦士エフェラ&ジリオラ』 講談社〈講談社X文庫ホワイトハート〉、全8巻
  1. 「ムアール宮廷の陰謀」1993年4月、ISBN 4-06-255123-3
  2. 「グラフトンの三つの流星」1993年6月、ISBN 4-06-255128-4
「契約の木」を追加収録。
  3. 「妖精界の秘宝」1993年9月、ISBN 4-06-255143-8
  4. 「紫の大陸ザーン 上」1993年12月、ISBN 4-06-255151-9
  5. 「紫の大陸ザーン 下」1994年1月、ISBN 4-06-255155-1
  6. 「オカレスク大帝の夢」1994年4月、ISBN 4-06-255167-5
  7. 「天命の邂逅」1994年10月、ISBN 4-06-255185-3
『双頭竜の伝説』前半を改題、加筆。
  8. 「星の行方」1995年8月、ISBN 4-06-255192-6
『双頭竜の伝説』後半を改題、加筆。
- ひかわ玲子（著） / 由羅カイリ（表紙・挿絵） 『真ハラーマ戦記』 講談社〈講談社X文庫ホワイトハート〉、全3巻
  1. 「グラヴィスの封印」1996年8月、ISBN 4-06-255253-1
  2. 「黒銀の月乙女」1997年2月、ISBN 4-06-255278-7
  3. 「漆黒の美神」1997年10月、ISBN 4-06-255318-X
- ひかわ玲子（著） / 有栖川るい（表紙・挿絵） 『青い髪のシリーン』 講談社〈講談社X文庫ホワイトハート〉、全2巻
  1. 「上」1999年10月、ISBN 4-06-255429-1
  2. 「下」1999年10月、ISBN 4-06-255437-2
- ひかわ玲子（著） / ほたか乱（表紙・挿絵） 『暁の娘アリエラ』 講談社〈講談社X文庫ホワイトハート〉、全2巻
  1. 「上」2000年7月、ISBN 4-06-255491-7
  2. 「下」2001年1月、ISBN 4-06-255518-2
- ひかわ玲子（著） / 由羅カイリ（表紙・挿絵） 『水晶の娘セリセラ』 講談社〈講談社X文庫ホワイトハート〉、全3巻
  1. 「上」2003年8月、ISBN 4-06-255686-3
  2. 「中」2003年11月、ISBN 4-06-255701-0
  3. 「下」2004年5月、ISBN 4-06-255735-5

### 講談社ノベルス
- ひかわ玲子（著）／米田仁士（表紙・挿絵） 『青い髪のシリーン―ハラーマ戦記』 講談社〈講談社ノベルス〉、全3巻
  1. 1994年3月、ISBN 4-06-181723-X
  2. 1994年3月、ISBN 4-06-181754-X
  3. 1994年4月、ISBN 4-06-181755-8

### 幻狼ファンタジアノベルス
- ひかわ玲子（著）／HACCAN（表紙・挿絵） 『帝国の双美姫』 幻冬舎コミックス〈幻狼ファンタジアノベルス〉、全3巻
  1. 2008年8月、ISBN 978-4-344-81387-8
  2. 2009年3月、ISBN 978-4-344-81579-7
  3. 2010年3月、ISBN 978-4-344-81920-7
- ひかわ玲子（著）／芳住和之（表紙・挿絵） 『女戦士エフェラ&ジリオラ』 幻冬舎コミックス〈幻狼ファンタジアノベルス〉、全5巻
  1. 2008年9月、ISBN 978-4-344-81434-9
『グラフトンの三つの流星』、『ムアール宮廷の陰謀』、書き下ろしを収録。
  2. 2008年10月、ISBN 978-4-344-81465-3
『妖精界の秘宝』、「契約の木」、「花の楽士」[注釈 4]を加筆・修正して収録。書き下ろしを収録。
  3. 2008年11月、ISBN 978-4-344-81492-9
『紫の大陸ザーン』上下を加筆・修正して収録。
  4. 2009年7月、ISBN 978-4-344-81606-0
『オカレスク大帝の夢』を加筆・修正して収録。「皇家の星」を書き下ろし収録。
  5. 2009年9月、ISBN 978-4-344-81766-1
『天命の邂逅』、『星の行方』を加筆・修正して収録。「一角獣と少女」を書き下ろし収録。

## OVA
1990年6月23日に『女戦士エフェ&ジーラ グーデの紋章』のタイトルで劇場公開されたアニメ作品だが、実質的にはOVAの劇場公開作品である。本編45分。VHS（SVC-5001）とLD（SVD-4001）が7月23日に大陸書房より発売されている。当初は全四部作を予定していたものの、企画・発売元を担当する大陸書房の倒産により1話で打ち切りとなった。
キャスト
- エフェ - 松井菜桜子
- ジーラ - 伊倉一恵
- オーリン - 矢島晶子
- グルク老 - 峰恵研
- シャーガン - 速水奨
- セルディオン - 銀河万丈
- 皇母 - 吉田理保子
- ルビエラ - 麻見順子
- ユリオン / キリアン - 冬馬由美

スタッフ
- 監督 - 菊池一仁
- 製作 - 阿部倫久、島崎克美
- プロデューサー - 高野宏、相原義影
- 企画 - 塚田友宏
- 構成 - 会川昇
- 原作 - ひかわ玲子
- 脚本 - 静谷伊佐夫
- キャラクターデザイン - 土器手司
- 作画監督 - 工藤征輝
- 美術 - 砂川千里
- 撮影監督 - 森口洋輔
- 音楽 - 本多省二
- 音響監督 - 千葉耕市
- アニメーション制作 - J.C.STAFF
- 製作 - 大陸書房、MTV
- 主題歌 - エンディングテーマ「Start Up（飛び立つ日）」　作詞 - MIKI,K / 作曲 - 本多省二 / 歌 - 松井奈桜子、伊倉一恵

大陸書房・大陸文庫より若桜木虔によるノベライズ版『グーデの紋章』（ISBN 4-8033-2923-0）が1990年8月に刊行されている。

## ゲーム
- 「エフェラ アンド ジリオラ ジ・エンブレム フロム ダークネス」
1991年12月13日にブレイングレイより発売されたPCエンジンCD-ROM2用アクションロールプレイングゲーム。